# Le maschere infuocate
Le maschere infuocate è il quarto album di studio del complesso musicale italiano degli Alunni del Sole, pubblicato nel 1976.

## Tracce
1. Guardi me, guardi lui
2. Le maschere infuocate
3. La stanza colorata
4. Laggiù nella campagna verde
5. Marzo 1976
6. Pagliaccio
7. I mendicanti dell'amore
8. Io e te
9. Era il tempo di marzo
10. Nausicaa

## Formazione
- Paolo Morelli (pianoforte e voce)
- Bruno Morelli (chitarre)
- Giulio Leofrigio (batteria)
- Giampaolo Borra (basso)